# Payback 2016
Payback 2016 è stata la quarta edizione dell'omonimo pay-per-view di wrestling promosso annualmente dalla WWE. L'evento si è svolto il 1º maggio 2016 all'Allstate Arena di Rosemont, Illinois.
In origine quest'edizione si sarebbe dovuta tenere al Prudential Center di Newark (New Jersey).

## Storyline
A WrestleMania 32, Roman Reigns ha sconfitto Triple H vincendo il WWE World Heavyweight Championship per la terza volta. La notte seguente a Raw, Reigns ha lanciato una sfida aperta per il titolo, immediatamente si sono proposti AJ Styles, Chris Jericho, Kevin Owens e Sami Zayn. Questo ha portato ad un match a quattro per determinare il primo contendente al titolo, Owens attacca Zayn prima del match, facendo in modo di non farlo competere nel match; viene sostituito dal rientrante Cesaro. Styles vince il match, guadagnandosi un match per il titolo contro Reigns a Payback. La settimana successiva, Zayn, dopo essere stato attaccato la settimana precedente, viene messo da Shane McMahon in un match contro AJ Styles che se avesse vinto gli avrebbe dato l'opportunità di entrare nel match titolato a Payback, ma Styles ne esce vittorioso e il match per il titolo rimane un uno contro uno.
A WrestleMania 32, Zack Ryder ha vinto il suo primo Intercontinental Championship in un Ladder match a sette uomini. La notte seguente a Raw, Ryder ha perso il titolo contro The Miz. Sempre nella stessa settimana, a SmackDown, The Miz mantiene il titolo dall'assalto di Ryder. Nella seguente edizione di Raw, Cesaro sconfigge Kevin Owens guadagnandosi un match contro The Miz a Payback con in palio il titolo intercontinentale.
Sami Zayn e Kevin Owens sono stati in contrasto l'uno con l'altro da quando Owens debuttò a NXT TakeOver: R Evolution nel 2014. A NXT TakeOver: Unstoppable, Owens ha ferito Zayn nel loro match per l'NXT Championship. Alla Royal Rumble, Zayn ha eliminato Owens dal Royal Rumble match. A Raw il 7 marzo, Zayn ha fatto ritorno a sorpresa nel roster principale facendo una rissa da strada con Owens. A WrestleMania 32, Zayn costò a Owens il titolo intercontinentale in un Ladder match, che Zack Ryder vince. La notte seguente, a Raw, Owens ha attaccato Zayn impedendogli di competere nel match a quattro per determinare il primo sfidante al WWE World Heavyweight Championship. Tutto questo ha portato Shane McMahon, nella puntata di Raw del 18 aprile, a sancire un match tra i due per Payback.
Nella puntata di Raw dell'11 aprile, durante un segmento del The Highlight Reel in cui Chris Jericho stava intervistando se stesso, Dean Ambrose lo interruppe e gli mostra una lettera di Shane McMahon in cui si afferma che l’Highlight Reel è stato annullato e sarà sostituito dal nuovo talk di Ambrose, il The Ambrose Asylum. Il 14 aprile, a SmackDown, dopo il match di Jericho contro Sami Zayn che si è concluso in squalifica, Ambrose, che era al tavolo di commento con Kevin Owens, ha aiutato Zayn respingendo l'assalto di Jericho e Owens. Nella puntata di Raw del 18 aprile dopo che Ambrose ha sconfitto Owens, Jericho ha attaccato Ambrose con una Codebreaker. Viene così annunciato che Ambrose e Jericho si affronteranno a Payback.
A WrestleMania 32, Charlotte ha sconfitto Sasha Banks e Becky Lynch diventando così la prima Women's Champion. La notte seguente, a Raw post-WrestleMania, Charlotte ha tenuto una cerimonia per celebrare il nuovo titolo e la divisione femminile, ma il suo continuo gongolare sul suo successo ha portato le altre donne a lasciare il ring ad eccezione di Natalya che ha detto a Charlotte di imparare un po' di umiltà. Dopo che Charlotte dichiara che i Flair saranno sempre migliori degli Hart, Natalya la blocca nella Sharpshooter prima che Ric Flair aiuti la figlia a rompere la presa. Nella puntata di Raw dell'11 aprile, Charlotte ha affrontato Natalya in un match per il titolo in cui Natalya ha vinto per squalifica dopo che Ric Flair ha tirato l'arbitro fuori dal ring, mentre Charlotte ha sfruttato il tutto per tirarsi fuori dalla Sharpshooter. Dal momento che Natalya ha vinto per squalifica, non ha vinto il titolo. Il 18 aprile a Raw, Natalya durante un'intervista, annuncia a Charlotte che Shane McMahon gli ha dato un rematch per il titolo femminile a Payback e che suo zio Bret Hart sarà al suo angolo.
Nella puntata di Raw del 25 aprile, inoltre, Vince McMahon ha annunciato che a Payback ufficializzerà la sua decisione su chi, tra suo figlio Shane e l'Authority, avrà il controllo di Raw e, di conseguenza, chi avrà più potere nelle decisioni della federazione.

## Risultati
| #       | Incontri                                                                             | Stipulazioni                                                             | Durata |
| ------- | ------------------------------------------------------------------------------------ | ------------------------------------------------------------------------ | ------ |
| Kickoff | Dolph Ziggler ha sconfitto Baron Corbin                                              | Single match                                                             | 07:43  |
| Kickoff | Kalisto (c) ha sconfitto Ryback                                                      | Single match per il WWE United States Championship                       | 08:45  |
| 1       | I Vaudevillains hanno sconfitto Big Cass e Enzo Amore per KO tecnico                 | Tag team match per determinare gli sfidanti al WWE Tag Team Championship | 03:58  |
| 2       | Kevin Owens ha sconfitto Sami Zayn                                                   | Single match                                                             | 14:30  |
| 3       | The Miz (c) (con Maryse) ha sconfitto Cesaro                                         | Single match per il WWE Intercontinental Championship                    | 11:20  |
| 4       | Dean Ambrose ha sconfitto Chris Jericho                                              | Single match                                                             | 18:28  |
| 5       | Charlotte (c) (con Ric Flair) ha sconfitto Natalya (con Bret Hart) per sottomissione | Single match per il WWE Women's Championship                             | 13:04  |
| 6       | Roman Reigns (c) ha sconfitto AJ Styles                                              | Single match per il WWE World Heavyweight Championship                   | 25:55  |